# Valmansförening
Valmansförening är i Finland en sammanslutning av ett visst antal röstberättigade medborgare som går samman för att nominera en kandidat i ett val. Valmansföreningar kan ställa upp endast en kandidat var, men de kan anmäla kandidaterna till en gemensam lista, som fungerar som ett valförbund.
Rätt att nominera kandidater i ett presidentval har enligt Finlands grundlag dels en sådan sammanslutning om minst 20 000 personer, dels ett politiskt parti som vid det senaste riksdagsvalet fick minst ett mandat i riksdagen. Vid riksdagsval kan en valmansförening med 100 personer nominera en kandidat, i kommunalval 3–10 personer beroende på kommunens storlek, normalt 10.
I presidentvalet 2000 nominerades ingen kandidat av en valmansförening, medan Arto Lahti lyckades samla det nödvändiga antalet namnunderskrifter inför valet 2006. I presidentvalet 2018 nominerades Paavo Väyrynen och den sittande presidenten Sauli Niinistö av valmansföreningar. I presidentvalet 2024 nominerades Olli Rehn, Mika Aaltola och Pekka Haavisto av valmansföreningar; Rehn nominerades även av Centern.